# Prat-Bonrepaux
Pour les articles homonymes, voir Prat et Bonrepaux.
Prat-Bonrepaux est une commune française située dans le nord-ouest du département de l'Ariège, en région Occitanie. Sur le plan historique et culturel, la commune fait partie du Couserans, pays aux racines gasconnes structuré par le cours du Salat.
Exposée à un climat océanique altéré, elle est drainée par le Salat, le ruisseau de la Gouarège, le ruisseau de la Hage, le ruisseau du Gélan et par divers autres petits cours d'eau. Incluse dans le parc naturel régional des Pyrénées ariégeoises, la commune possède un patrimoine naturel remarquable : un site Natura 2000 (« Garonne, Ariège, Hers, Salat, Pique et Neste ») et quatre zones naturelles d'intérêt écologique, faunistique et floristique.
Prat-Bonrepaux est une commune rurale qui compte 858 habitants en 2022. Elle fait partie de l'aire d'attraction de Saint-Girons. Ses habitants sont appelés les Pratéens ou Pratéennes.
Par décret du 13 avril 1983, Prat-et-Bonrepaux devient Prat-Bonrepaux.
Le patrimoine architectural de la commune comprend trois  immeubles protégés au titre des monuments historiques : le château de Prat, inscrit en 1997, la croix de Prat, inscrite en 1965, et la grotte de Mongautin, inscrite en 1999.

## Géographie

### Localisation
La commune de Prat-Bonrepaux se trouve dans le département de l'Ariège, en région Occitanie.
Elle se situe à 48 km à vol d'oiseau de Foix, préfecture du département, à 11 km de Saint-Girons, sous-préfecture, et à 10 km de Saint-Lizier, bureau centralisateur du canton des Portes du Couserans dont dépend la commune depuis 2015 pour les élections départementales.
La commune fait en outre partie du bassin de vie de Salies-du-Salat.
Les communes les plus proches sont : 
Mauvezin-de-Prat (1,8 km), Francazal (2,1 km), Lacave (2,2 km), Cazavet (3,6 km), Saleich (4,0 km), La Bastide-du-Salat (4,0 km), Castagnède (4,3 km), Mercenac (4,9 km).
Sur le plan historique et culturel, Prat-Bonrepaux fait partie du Couserans, pays aux racines gasconnes structuré par le cours du Salat (affluent de la Garonne), que rien ne prédisposait à rejoindre les anciennes dépendances du comté de Foix.
Prat-Bonrepaux est limitrophe de huit autres communes dont deux dans le département de la Haute-Garonne.
Les communes limitrophes sont  Betchat, Castagnède, Caumont, Cazavet, Francazal, Lacave, Mauvezin-de-Prat et Mercenac.
| Castagnède (Haute-Garonne) | Lacave         | Betchat  |
| Mauvezin-de-Prat           | Prat-Bonrepaux | Mercenac |
| Francazal (Haute-Garonne)  | Cazavet        | Caumont  |

Commune de l'aire d'attraction de Saint-Girons des Petites Pyrénées située dans le Couserans à la confluence de la Gouarège et du Salat dans le parc naturel régional des Pyrénées ariégeoises. Elle est limitrophe du département de la Haute-Garonne.

### Géologie et relief
La commune est située dans les Pyrénées, une chaîne montagneuse jeune, érigée durant l'ère tertiaire (il y a 40 millions d'années environ), en même temps que les Alpes, certaines parties étant recouvertes par des formations superficielles. Les terrains affleurants sur le territoire communal sont constitués de roches sédimentaires datant pour certaines du Cénozoïque, l'ère géologique la plus récente sur l'échelle des temps géologiques, débutant il y a 66 millions d'années, et pour d'autres du Mésozoïque, anciennement appelé Ère secondaire, qui s'étend de −252,2 à −66,0 Ma. La structure détaillée des couches affleurantes est décrite dans les feuilles « n°1055 - Saint-Gaudens » et « n°1073 - Aspect » de la carte géologique harmonisée au 1/50 000ème du département de l'Ariège, et leurs notices associées,0.
La superficie cadastrale de la commune publiée par l’Insee, qui sert de références dans toutes les statistiques, est de 14,43 km2,. La superficie géographique, issue de la BD Topo, composante du Référentiel à grande échelle produit par l'IGN, est quant à elle de 14,63 km2. Son relief est particulièrement escarpé puisque la dénivelée maximale atteint 408 mètres. L'altitude du territoire varie entre 319 m et 727 m.
La superficie de la commune est de 1 443 hectares ; son altitude varie de 319  à   727 mètres.

### Hydrographie

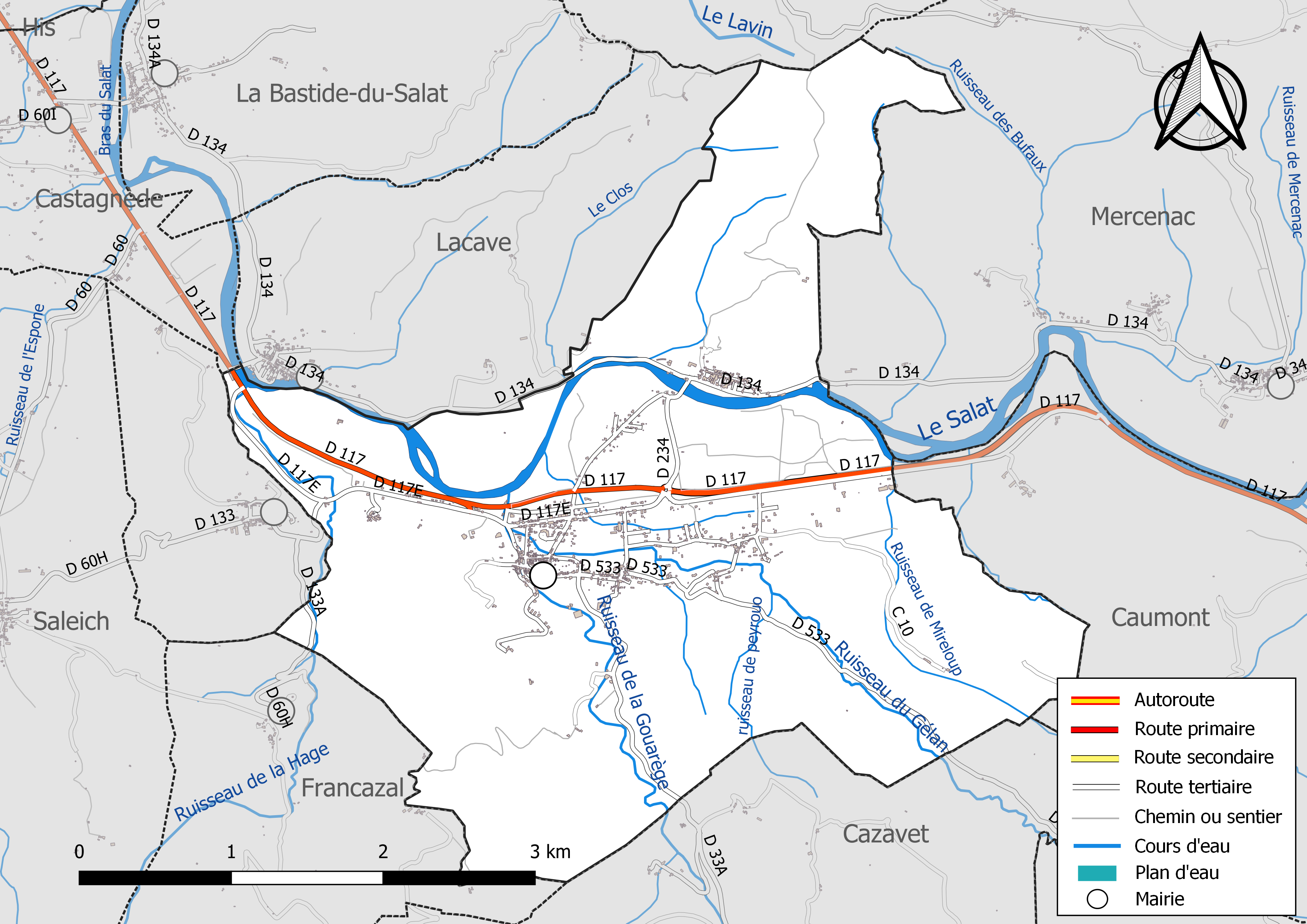
Réseaux hydrographique et routier de Prat-Bonrepaux.

La commune est dans le bassin versant de la Garonne, au sein du bassin hydrographique Adour-Garonne. Elle est drainée par le Salat, le ruisseau de la Gouarège, le ruisseau de la Hage, le ruisseau du Gélan, un bras du Salat, un bras du Salat, le Clos, le ruisseau de Mireloup, le ruisseau de peyrouo, le ruisseau des Bufaux et par divers petits cours d'eau, constituant un réseau hydrographique de 25 km de longueur totale,.
Le Salat, d'une longueur totale de 74,1 km, prend sa source dans la commune de Couflens et s'écoule du sud vers le nord. Il traverse la commune et se jette dans la Garonne à Boussens, après avoir traversé 27 communes.

### Climat
Pour des articles plus généraux, voir Climat de l'Occitanie et Climat de l'Ariège.
En 2010, le climat de la commune est de type climat océanique altéré, selon une étude s'appuyant sur une série de données couvrant la période 1971-2000. En 2020, Météo-France publie une typologie des climats de la France métropolitaine dans laquelle la commune est exposée à un climat de montagne et est dans la région climatique Pyrénées centrales, caractérisée par une pluviométrie annuelle de 1 000 à 1 200 mm.
Pour la période 1971-2000, la température annuelle moyenne est de 12,6 °C, avec une amplitude thermique annuelle de 14,9 °C. Le cumul annuel moyen de précipitations est de 895 mm, avec 9,7 jours de précipitations en janvier et 6,5 jours en juillet. Pour la période 1991-2020, la température moyenne annuelle observée sur la station météorologique la plus proche, située sur la commune de Lorp-Sentaraille à 8 km à vol d'oiseau, est de 12,5 °C et le cumul annuel moyen de précipitations est de 973,2 mm,. Pour l'avenir, les paramètres climatiques de la commune estimés pour 2050 selon différents scénarios d'émission de gaz à effet de serre sont consultables sur un site dédié publié par Météo-France en novembre 2022.

### Milieux naturels et biodiversité

#### Espaces protégés
La protection réglementaire est le mode d’intervention le plus fort pour préserver des espaces naturels remarquables et leur biodiversité associée,.
La commune fait partie du parc naturel régional des Pyrénées ariégeoises, créé en 2009 et d'une superficie de 245 973 ha, qui s'étend sur 138 communes du département. Ce territoire unit les plus hauts sommets aux frontières de l’Andorre et de l’Espagne (la Pique d'Estats, le mont Valier, etc) et les plus hautes vallées des avants-monts, jusqu’aux plissements du Plantaurel.

#### Réseau Natura 2000

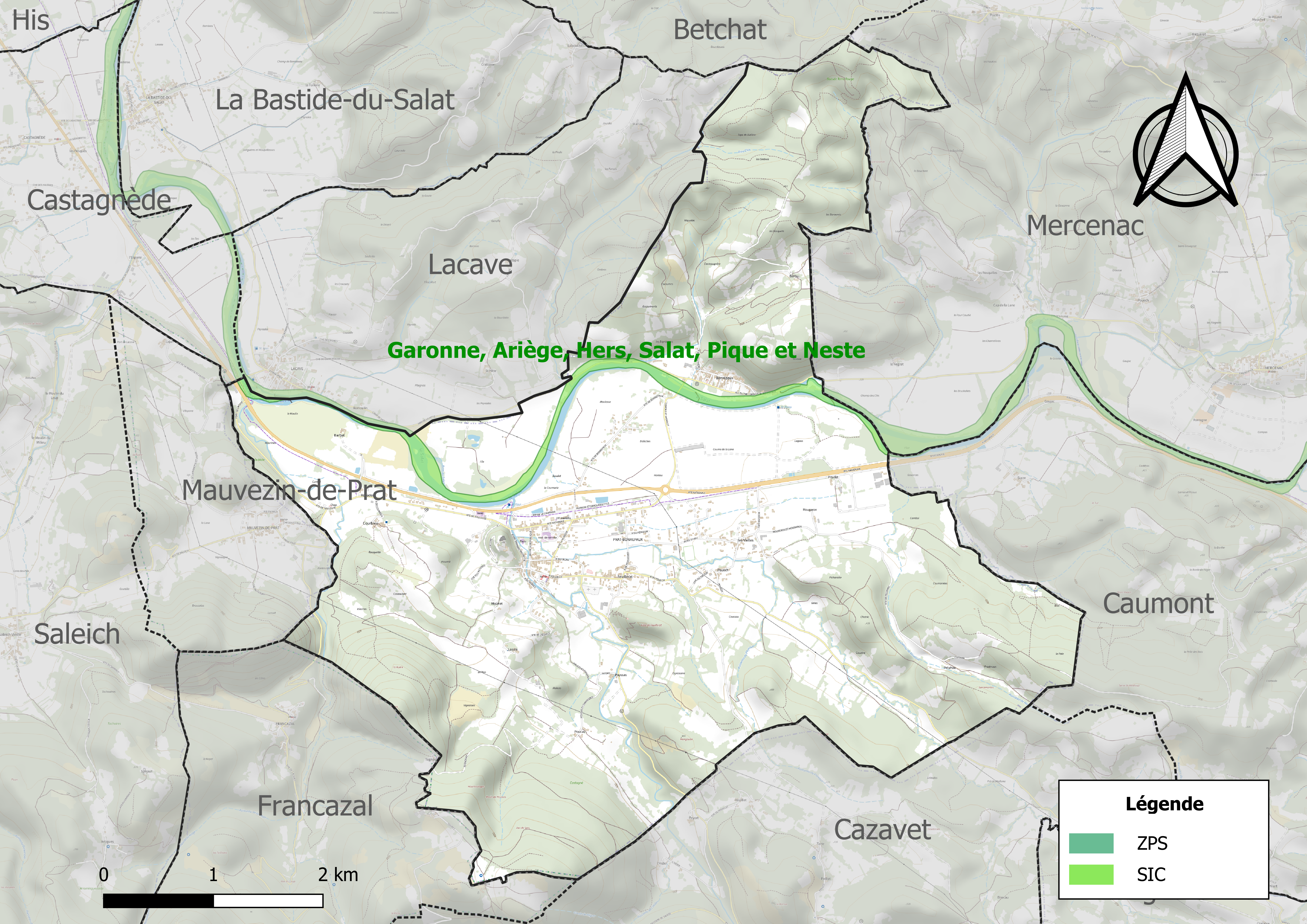
Site Natura 2000 sur le territoire communal.

Le réseau Natura 2000 est un réseau écologique européen de sites naturels d'intérêt écologique élaboré à partir des directives habitats et oiseaux, constitué de zones spéciales de conservation (ZSC) et de zones de protection spéciale (ZPS).
Un site Natura 2000 a été défini sur la commune au titre de la directive habitats : « Garonne, Ariège, Hers, Salat, Pique et Neste », d'une superficie de 9 581 ha, un réseau hydrographique pour les poissons migrateurs, avec des zones de frayères actives et potentielles importantes pour le Saumon en particulier qui fait l'objet d'alevinages réguliers et dont des adultes atteignent déjà Foix sur l'Ariège.

#### Zones naturelles d'intérêt écologique, faunistique et floristique
L’inventaire des zones naturelles d'intérêt écologique, faunistique et floristique (ZNIEFF) a pour objectif de réaliser une couverture des zones les plus intéressantes sur le plan écologique, essentiellement dans la perspective d’améliorer la connaissance du patrimoine naturel national et de fournir aux différents décideurs un outil d’aide à la prise en compte de l’environnement dans l’aménagement du territoire.
Deux ZNIEFF de type 1 sont recensées sur la commune :
les « forêts de Saleich et de l'Estelas et stations sèches de Francazal et de Salège » (3 194 ha), couvrant 16 communes dont 8 dans l'Ariège et 8 dans la Haute-Garonne, et 
« le Salat et le Lens » (712 ha), couvrant 32 communes dont 21 dans l'Ariège et 11 dans la Haute-Garonne
et deux ZNIEFF de type 2, : 
- les « coteaux de l'ouest du Saint-Gironnais » (7 504 ha), couvrant 17 communes dont 13 dans l'Ariège et 4 dans la Haute-Garonne[34] ;
- le « massif d'Arbas » (27 233 ha), couvrant 90 communes dont 48 dans l'Ariège et 42 dans la Haute-Garonne[35].

Carte des ZNIEFF de type 1 et 2 à Prat-Bonrepaux.
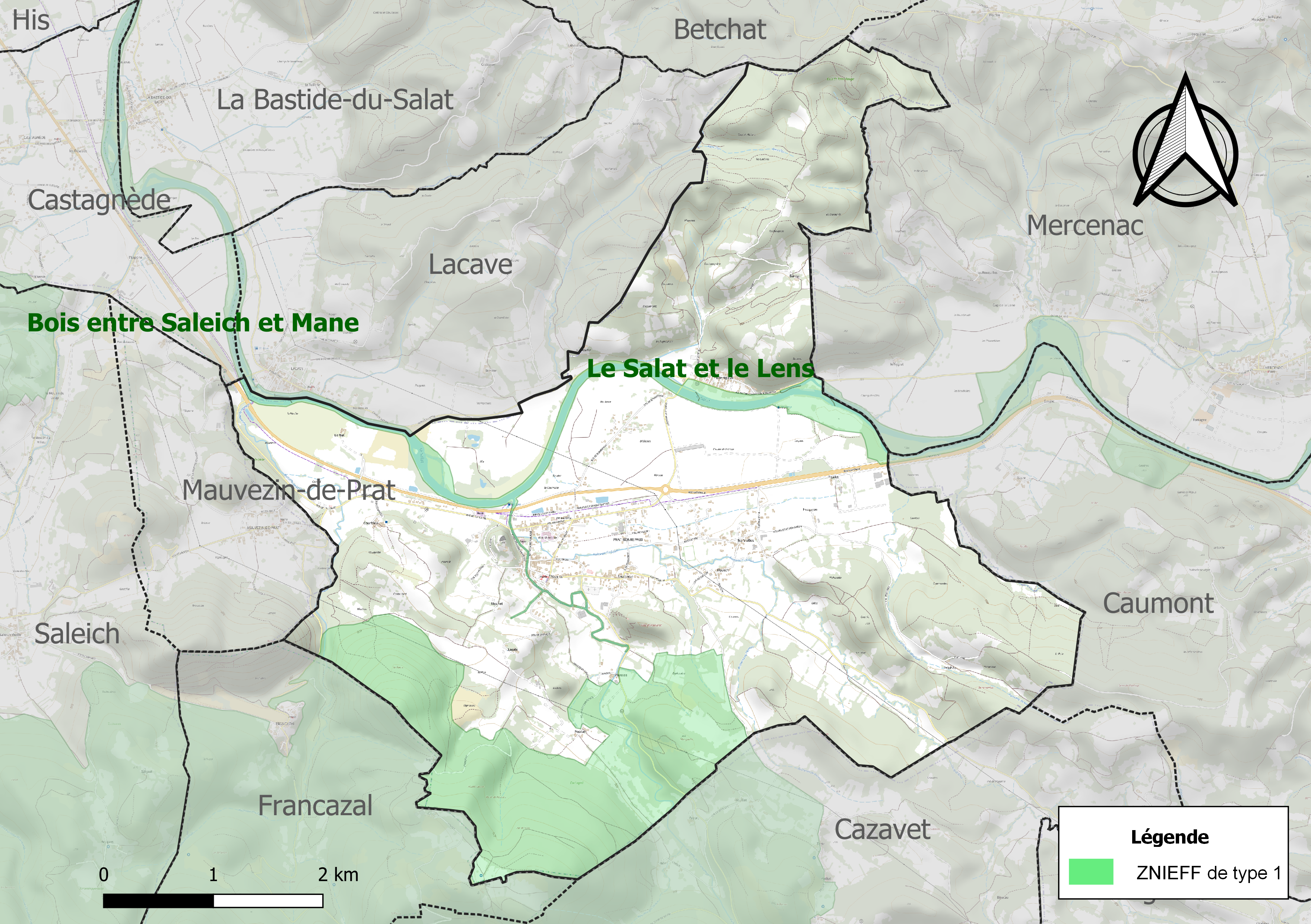
Carte des ZNIEFF de type 1 sur la commune.
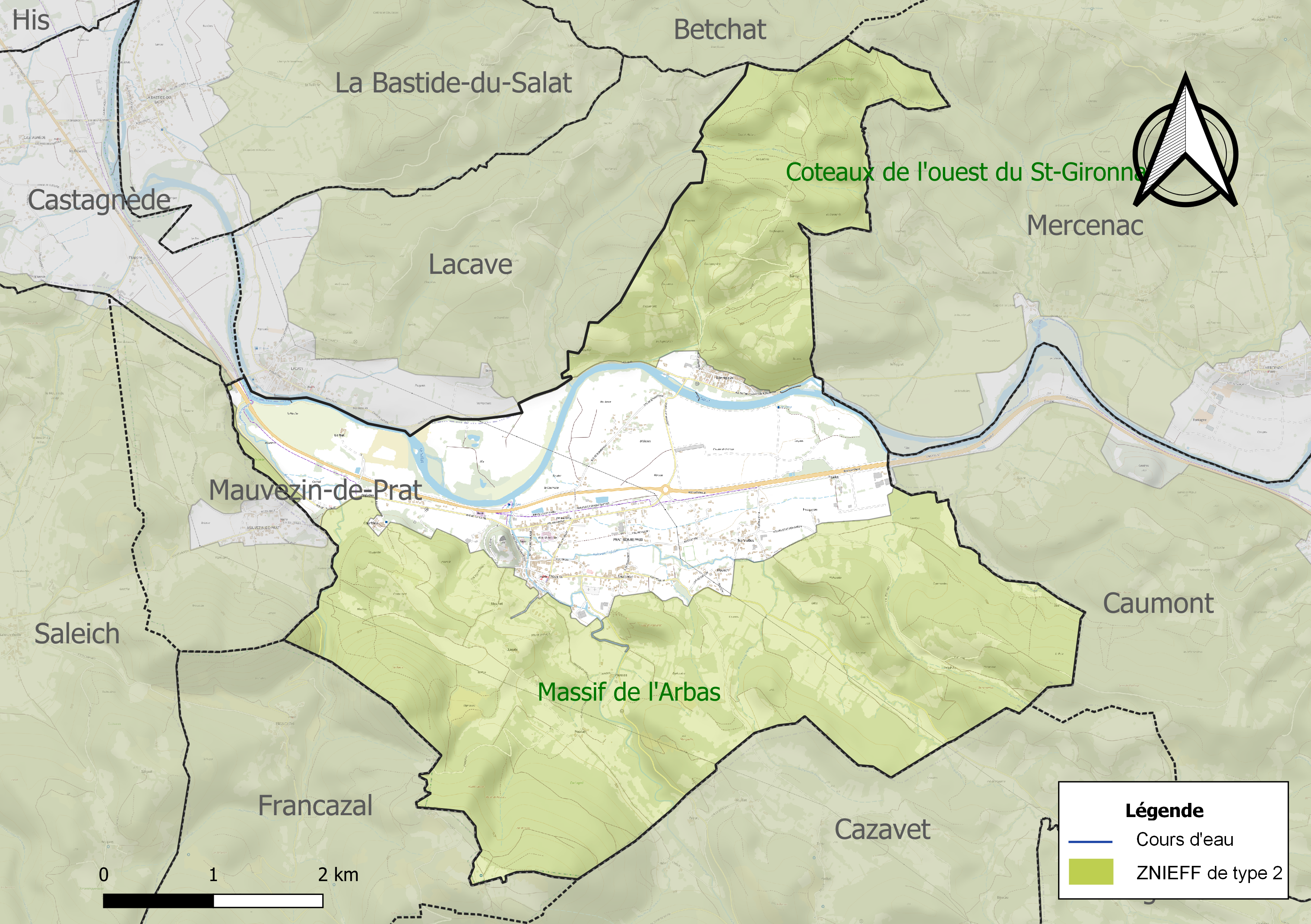
Carte des ZNIEFF de type 2 sur la commune.

## Urbanisme

### Typologie
Au 1er janvier 2024, Prat-Bonrepaux est catégorisée commune rurale à habitat dispersé, selon la nouvelle grille communale de densité à 7 niveaux définie par l'Insee en 2022.
Elle est située hors unité urbaine. Par ailleurs la commune fait partie de l'aire d'attraction de Saint-Girons, dont elle est une commune de la couronne,. Cette aire, qui regroupe 70 communes, est catégorisée dans les aires de moins de 50 000 habitants,.

### Occupation des sols
L'occupation des sols de la commune, telle qu'elle ressort de la base de données européenne d’occupation biophysique des sols Corine Land Cover (CLC), est marquée par l'importance des forêts et milieux semi-naturels (47,5 % en 2018), une proportion identique à celle de 1990 (47,5 %). La répartition détaillée en 2018 est la suivante : 
forêts (47,5 %), prairies (31,7 %), terres arables (8,1 %), zones agricoles hétérogènes (7,3 %), zones urbanisées (5,3 %). L'évolution de l’occupation des sols de la commune et de ses infrastructures peut être observée sur les différentes représentations cartographiques du territoire : la carte de Cassini (XVIIIe siècle), la carte d'état-major (1820-1866) et les cartes ou photos aériennes de l'IGN pour la période actuelle (1950 à aujourd'hui).

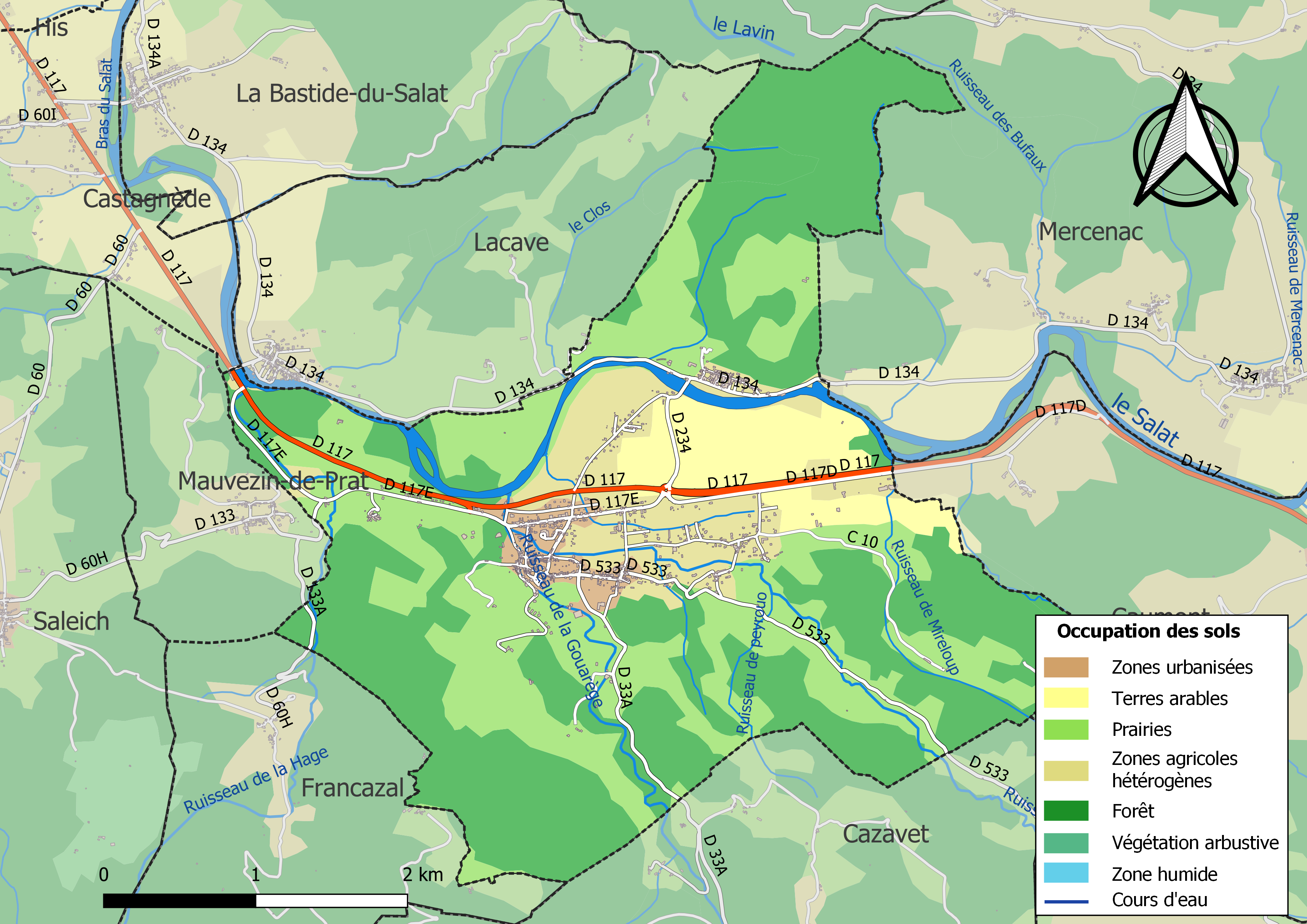
Carte des infrastructures et de l'occupation des sols de la commune en 2018 (CLC).

### Habitat et logement
En 2018, le nombre total de logements dans la commune était de 545, alors qu'il était de 524 en 2013 et de 551 en 2008.
Parmi ces logements, 75 % étaient des résidences principales, 15,4 % des résidences secondaires et 9,6 % des logements vacants. Ces logements étaient pour 89,4 % d'entre eux des maisons individuelles et pour 10 % des appartements.
Le tableau ci-dessous présente la typologie des logements à Prat-Bonrepaux en 2018 en comparaison avec celle de l'Ariège et de la France entière. Une caractéristique marquante du parc de logements est ainsi une proportion de résidences secondaires et logements occasionnels (15,4 %) inférieure à celle du département (24,6 %) mais supérieure à celle de la France entière (9,7 %). Concernant le statut d'occupation de ces logements, 74,7 % des habitants de la commune sont propriétaires de leur logement (71,8 % en 2013), contre 66,3 % pour l'Ariège et 57,5 % pour la France entière.
| Typologie                                               | Prat-Bonrepaux | Ariège | France entière |
| ------------------------------------------------------- | -------------- | ------ | -------------- |
| Résidences principales (en %)                           | 75             | 65,7   | 82,1           |
| Résidences secondaires et logements occasionnels (en %) | 15,4           | 24,6   | 9,7            |
| Logements vacants (en %)                                | 9,6            | 9,7    | 8,2            |

### Voies de communication et transports
Accès avec la route départementale D 117 (ex-RN 117). Depuis octobre 2016, une déviation de la RD 117 permet le contournement du bourg.

### Risques majeurs
Le territoire de la commune de Prat-Bonrepaux est vulnérable à différents aléas naturels : inondations, climatiques (grand froid ou canicule), feux de forêts, mouvements de terrains et séisme (sismicité modérée). Il est également exposé à un risque technologique,  le transport de matières dangereuses,.

#### Risques naturels

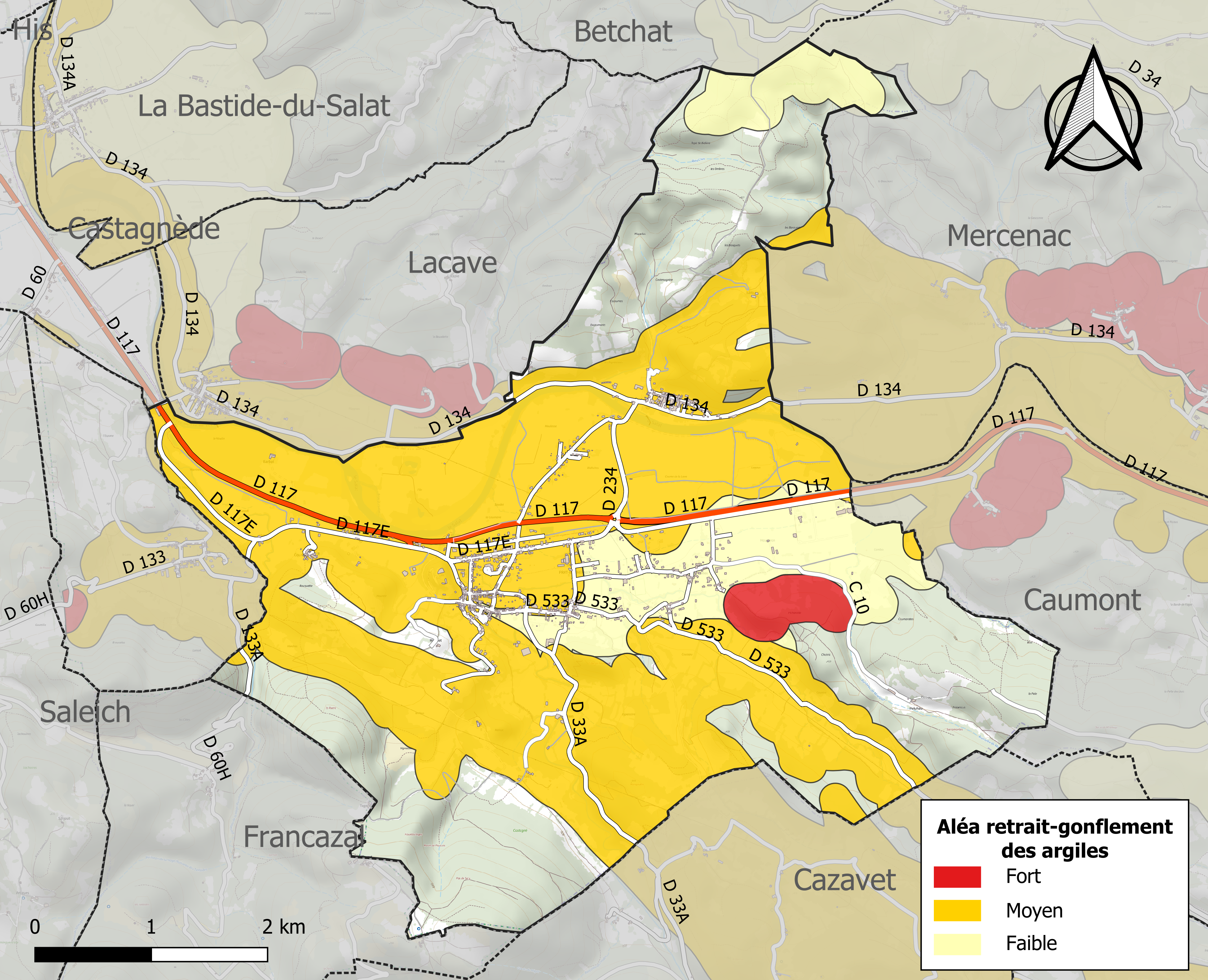
Zonage de l'aléa retrait-gonflement des argiles sur la commune de Prat-Bonrepaux.

Certaines parties du territoire communal sont susceptibles d’être affectées par le risque d’inondation par débordement, crue torrentielle d'un cours d'eau, le Salat, ou ruissellement d'un versant. L’épisode de crue le plus marquant dans le département reste sans doute celui de 1875. Parmi les inondations marquantes plus récentes concernant le Salat figurent les crues de 1937 (un mort à Salau), de 1992 et de 1993.
Les mouvements de terrains susceptibles de se produire sur la commune sont soit des chutes de blocs, soit des glissements de terrains, soit des effondrements liés à des cavités souterraines, soit des mouvements liés au retrait-gonflement des argiles. Près de 50 % de la superficie du département est concernée par l'aléa retrait-gonflement des argiles, dont la commune de Prat-Bonrepaux. L'inventaire national des cavités souterraines permet par ailleurs de localiser celles situées sur la commune.
Ces risques naturels sont pris en compte dans l'aménagement du territoire de la commune par le biais d'un plan de prévention des risques (PPR) inondation et mouvement de terrain approuvé le 30 décembre 2003.

#### Risques technologiques
Le risque de transport de matières dangereuses par une infrastructure routière ou ferroviaire ou par une canalisation de transport de gaz concerne la commune. Un accident se produisant sur une telle infrastructure est en effet susceptible d’avoir des effets graves au bâti ou aux personnes jusqu’à 350 m, selon la nature du matériau transporté. Des dispositions d’urbanisme peuvent être préconisées en conséquence.

## Histoire
Sur un site déjà occupé à l'époque gallo-romaine, le château s’élève au nord du village, sur un piton qui domine le confluent du Salat et de la Gouarège. Le premier acte faisant référence à la présence d'une forteresse date de 1268. C'est au XVIe siècle grâce à Jean de Mauléon qu'il prit sa forme actuelle.
De 1866 à 1969, la commune a bénéficié d'une gare voyageurs sur la ligne de Boussens à Saint-Girons.

### XXIe siècle
Le 12 avril 2022 à 11h10, le prototype de l'avion Aura Aero Integral R effectuant son 146e vol d'essai s'est écrasé à Prat-Bonrepaux, 20 minutes après son décollage de l'Aérodrome de Saint-Girons - Antichan et à moins de cinq kilomètres de celui-ci.
Les deux pilotes, Baptiste Vignes et Simon de la Bretèche, respectivement champion du monde et champion d'Europe de voltige aérienne et chargés des essais en vol par Aura Aéro, ont trouvé la mort dans l'accident.

## Politique et administration

### Découpage territorial
La commune de Prat-Bonrepaux est membre de la communauté de communes Couserans-Pyrénées, un établissement public de coopération intercommunale (EPCI) à fiscalité propre créé le 18 novembre 2016 dont le siège est à Saint-Lizier. Ce dernier est par ailleurs membre d'autres groupements intercommunaux.
Sur le plan administratif, elle est rattachée à l'arrondissement de Saint-Girons, au département de l'Ariège, en tant que circonscription administrative de l'État, et à la région Occitanie.
Sur le plan électoral, elle dépend du canton des Portes du Couserans pour l'élection des conseillers départementaux, depuis le redécoupage cantonal de 2014 entré en vigueur en 2015, et de la deuxième circonscription de l'Ariège  pour les élections législatives, depuis le redécoupage électoral de 1986.

### Administration municipale
Le nombre d'habitants au recensement de 2011 étant compris entre 500 et 1 499 habitants, le nombre de membres du conseil municipal pour l'élection de 2014 est de quinze,.

### Liste des maires
| Période                                  | Période  | Identité        | Étiquette | Qualité |
| ---------------------------------------- | -------- | --------------- | --------- | ------- |
| avant 1981                               | ?        | Roger Maurette  | PS        |         |
| mars 2001                                | 2008     | Georges Baque   |           |         |
| mars 2008                                | 2014     | Alain Touzet    |           |         |
| mars 2014                                | En cours | Emmanuel Cécile | SE        |         |
| Les données manquantes sont à compléter. |          |                 |           |         |

## Population et société

### Démographie
L'évolution du nombre d'habitants est connue à travers les recensements de la population effectués dans la commune depuis 1793. Pour les communes de moins de 10 000 habitants, une enquête de recensement portant sur toute la population est réalisée tous les cinq ans, les populations de référence des années intermédiaires étant quant à elles estimées par interpolation ou extrapolation. Pour la commune, le premier recensement exhaustif entrant dans le cadre du nouveau dispositif a été réalisé en 2004.

En 2022, la commune comptait 858 habitants, en évolution de −8,04 % par rapport à 2016 (Ariège : +1,48 %, France hors Mayotte : +2,11 %).
| 1793  | 1800  | 1806  | 1821  | 1831  | 1836  | 1841  | 1846  | 1851  |
| ----- | ----- | ----- | ----- | ----- | ----- | ----- | ----- | ----- |
| 1 212 | 1 018 | 1 114 | 1 217 | 1 439 | 1 410 | 1 422 | 1 424 | 1 506 |

| 1856  | 1861  | 1866  | 1872  | 1876  | 1881  | 1886  | 1891  | 1896  |
| ----- | ----- | ----- | ----- | ----- | ----- | ----- | ----- | ----- |
| 1 402 | 1 361 | 1 316 | 1 380 | 1 291 | 1 294 | 1 245 | 1 149 | 1 133 |

| 1901  | 1906  | 1911  | 1921  | 1926  | 1931  | 1936 | 1946 | 1954 |
| ----- | ----- | ----- | ----- | ----- | ----- | ---- | ---- | ---- |
| 1 054 | 1 057 | 1 087 | 1 062 | 1 046 | 1 045 | 965  | 892  | 848  |

| 1962 | 1968 | 1975 | 1982 | 1990 | 1999 | 2004 | 2006 | 2009 |
| ---- | ---- | ---- | ---- | ---- | ---- | ---- | ---- | ---- |
| 855  | 861  | 842  | 778  | 801  | 809  | 854  | 866  | 841  |

| 2014 | 2019 | 2022 | - | - | - | - | - | - |
| ---- | ---- | ---- | - | - | - | - | - | - |
| 890  | 864  | 858  | - | - | - | - | - | - |

| selon la population municipale des années : | 1968 | 1975 | 1982 | 1990 | 1999 | 2006 | 2009 | 2013 |
| Rang de la commune dans le département      | 26   | 27   | 32   | 28   | 29   | 29   | 29   | 29   |
| Nombre de communes du département           | 340  | 328  | 330  | 332  | 332  | 332  | 332  | 332  |

### Enseignement
La commune possède une école primaire et fait partie de l'académie de Toulouse.

### Activités sportives

#### Équitation
- Centre équestre du Casteras école d'équitation. Concours complet d'équitation à la mi-juin.
- Société hippique pratéenne : concours de sauts d'obstacles, début août.

#### Autres sports permanents
- Stand de tir avec l'association Tir en pays Couserans.
- Rugby à XV avec le Club athlétique pratéen.

#### Événements cyclistes
- 11e étape du Tour de France 2008.
- La 3e étape de la Route d'Occitanie 2018 (ex route du Sud) part de Prat-Bonrepaux le 16 juin 2018 pour arriver aux Monts d'Olmes.

### Écologie et recyclage
La déchetterie la plus proche se trouve au lieudit Casséjoul, à Mercenac.

## Économie

### Revenus
En 2018, la commune compte 373 ménages fiscaux, regroupant 782 personnes. La médiane du revenu disponible par unité de consommation est de 19 050 € (19 820 € dans le département).

### Emploi
| Division       | 2008   | 2013   | 2018   |
| -------------- | ------ | ------ | ------ |
| Commune        | 10,3 % | 11,1 % | 9,8 %  |
| Département    | 8,9 %  | 11,1 % | 11,2 % |
| France entière | 8,3 %  | 10 %   | 10 %   |

En 2018, la population âgée de 15 à 64 ans s'élève à 495 personnes, parmi lesquelles on compte 70,8 % d'actifs (61 % ayant un emploi et 9,8 % de chômeurs) et 29,2 % d'inactifs,. En  2018, le taux de chômage communal (au sens du recensement) des 15-64 ans est inférieur à celui de la France et du département, alors qu'en 2008 la situation était inverse.
La commune fait partie de la couronne de l'aire d'attraction de Saint-Girons, du fait qu'au moins 15 % des actifs travaillent dans le pôle,. Elle compte 230 emplois en 2018, contre 232 en 2013 et 209 en 2008. Le nombre d'actifs ayant un emploi résidant dans la commune est de 308, soit un indicateur de concentration d'emploi de 74,5 % et un taux d'activité parmi les 15 ans ou plus de 47,4 %.
Sur ces 308 actifs de 15 ans ou plus ayant un emploi, 79 travaillent dans la commune, soit 26 % des habitants. Pour se rendre au travail, 87,2 % des habitants utilisent un véhicule personnel ou de fonction à quatre roues, 2 % les transports en commun, 5,7 % s'y rendent en deux-roues, à vélo ou à pied et 5 % n'ont pas besoin de transport (travail au domicile).

### Activités hors agriculture
68 établissements sont implantés  à Prat-Bonrepaux au 31 décembre 2019. Le tableau ci-dessous en détaille le nombre par secteur d'activité et compare les ratios avec ceux du département,.
| Secteur d'activité                                                                                        | Commune | Commune | Département |
| Secteur d'activité                                                                                        | Nombre  | %       | %           |
| --- | ------- | ------- | ----------- |
| Ensemble                                                                                                  | 68      | 100 %   | (100 %)     |
| Industrie manufacturière, industries extractives et autres                                                | 13      | 19,1 %  | (12,9 %)    |
| Construction                                                                                              | 7       | 10,3 %  | (14,2 %)    |
| Commerce de gros et de détail, transports, hébergement et restauration                                    | 18      | 26,5 %  | (27,5 %)    |
| Information et communication                                                                              | 1       | 1,5 %   | (1,8 %)     |
| Activités financières et d'assurance                                                                      | 1       | 1,5 %   | (2,8 %)     |
| Activités immobilières                                                                                    | 1       | 1,5 %   | (4,2 %)     |
| Activités spécialisées, scientifiques et techniques et activités de services administratifs et de soutien | 9       | 13,2 %  | (13,2 %)    |
| Administration publique, enseignement, santé humaine et action sociale                                    | 12      | 17,6 %  | (14,4 %)    |
| Autres activités de services                                                                              | 6       | 8,8 %   | (8,8 %)     |

Le secteur du commerce de gros et de détail, des transports, de l'hébergement et de la restauration est prépondérant sur la commune puisqu'il représente 26,5 % du nombre total d'établissements de la commune (18 sur les 68 entreprises implantées  à Prat-Bonrepaux), contre 27,5 % au niveau départemental.
Les quatre entreprises ayant leur siège social sur le territoire communal qui génèrent le plus de chiffre d'affaires en 2020 sont : 
- SARL Ortet Et Fils, sciage et rabotage du bois, hors imprégnation (1 236 k€) ;
- Moulin Des Illes, production d'électricité (204 k€) ;
- Mas D'ousvan, commerce de gros (commerce interentreprises) non spécialisé (100 k€) ;
- Prat Energies Renouvelables - PER, production d'électricité (89 k€).

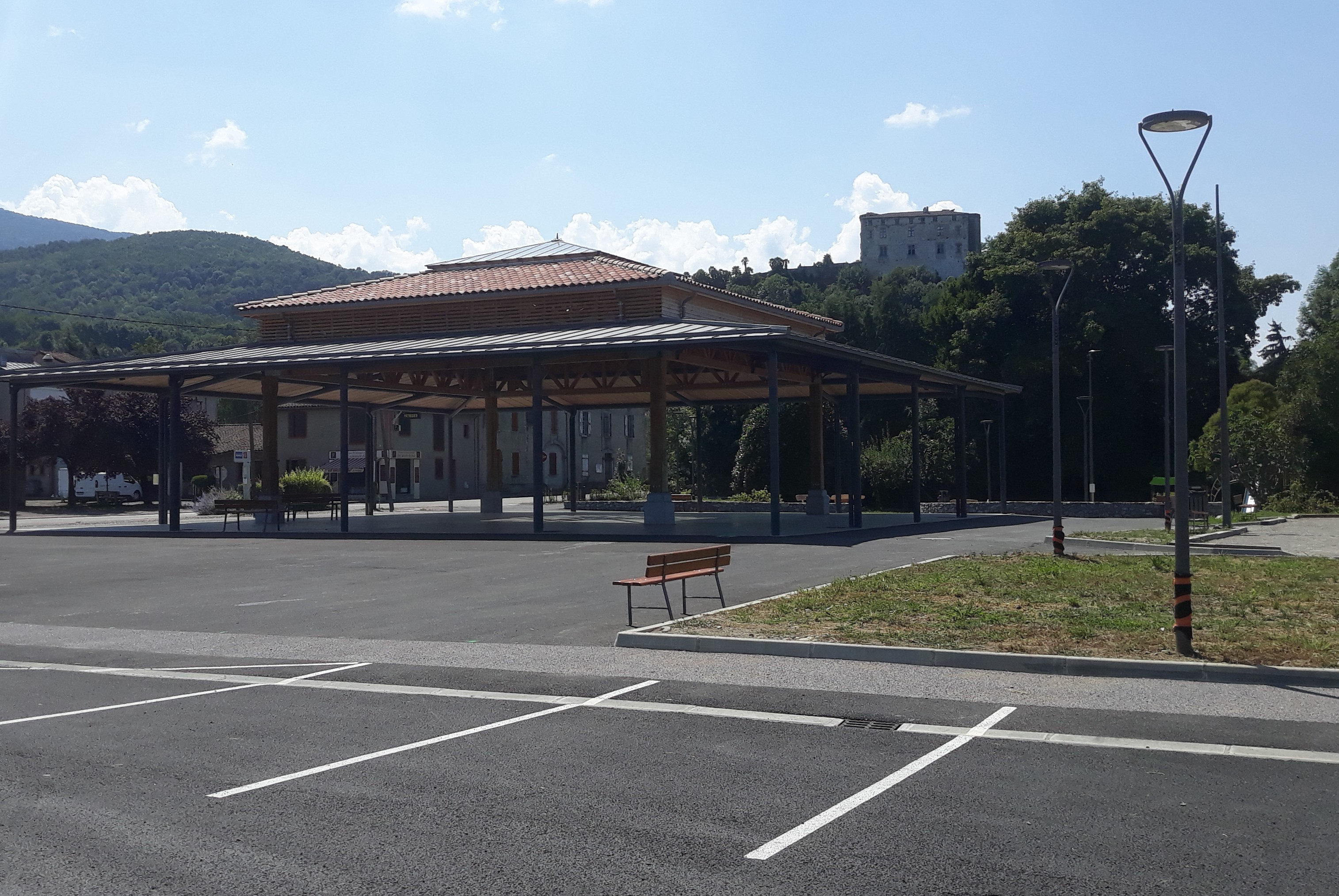
Halle inaugurée en 2018, au second plan, le château sur son promontoire.

Bourg aux confins du département de l'Ariège, Prat-Bonrepaux offre les principaux commerces et services nécessaires à la population locale.
Une zone d'activité de 27 lots a été aménagée au Pitarlet avec toutes les viabilités.
Une grande halle a été inaugurée en 2018, près du regroupement commercial. Depuis juin 2018, elle abrite un marché hebdomadaire dominical en matinée.

### Agriculture
La commune fait partie de la petite région agricole dénommée « Région sous-pyrénéenne ». En 2010, l'orientation technico-économique de l'agriculture  sur la commune est l'élevage d'ovins et de caprins.
|                                   | 1988 | 2000 | 2010 |
| --------------------------------- | ---- | ---- | ---- |
| Exploitations                     | 30   | 15   | 12   |
| Superficie agricole utilisée (ha) | 521  | 518  | 403  |

Le nombre d'exploitations agricoles en activité et ayant leur siège dans la commune est passé de 30 lors du recensement agricole de 1988 à 15 en 2000 puis à 12 en 2010, soit une baisse de 60 % en 22 ans. Le même mouvement est observé à l'échelle du département qui a perdu pendant cette période 48 % de ses exploitations. La surface agricole utilisée sur la commune a également diminué, passant de 521 ha en 1988 à 403 ha en 2010. Parallèlement la surface agricole utilisée moyenne par exploitation a augmenté, passant de 17 à 34 ha.

## Culture locale et patrimoine

### Lieux et bâtiments
- Église Sainte-Madeleine, XVe siècle, remaniée aux XIXe et XXe siècles. À l'origine, l'église Sainte Madeleine s'appelait Saint Pé, terme originaire du sud-ouest et forme gasconne du grec Petros, traduction du nom hébreu de l'apôtre Pierre.
- Église Sainte-Madeleine de Bonrepaux.
- Chapelle Saint-Maur de Prat-Bonrepaux.
- Château de Prat, inscrit à l'inventaire des monuments historiques en 1997.
- Croix du XVIIIe sur la place de la mairie, inscrite à l'inventaire des monuments historiques en 1965.
- Grotte de Mongautin, grotte ornée inscrite à l'inventaire des monuments historiques en 1999.
- Voie verte de Prat-Bonrepaux à Saint-Lizier ouverte en juillet 2018 en grande partie sur la tracé de l'ancienne voie ferrée Boussens - Saint-Girons fermée au service des voyageurs le 28 septembre 1969 et au service des marchandises le 1er juin 1991.

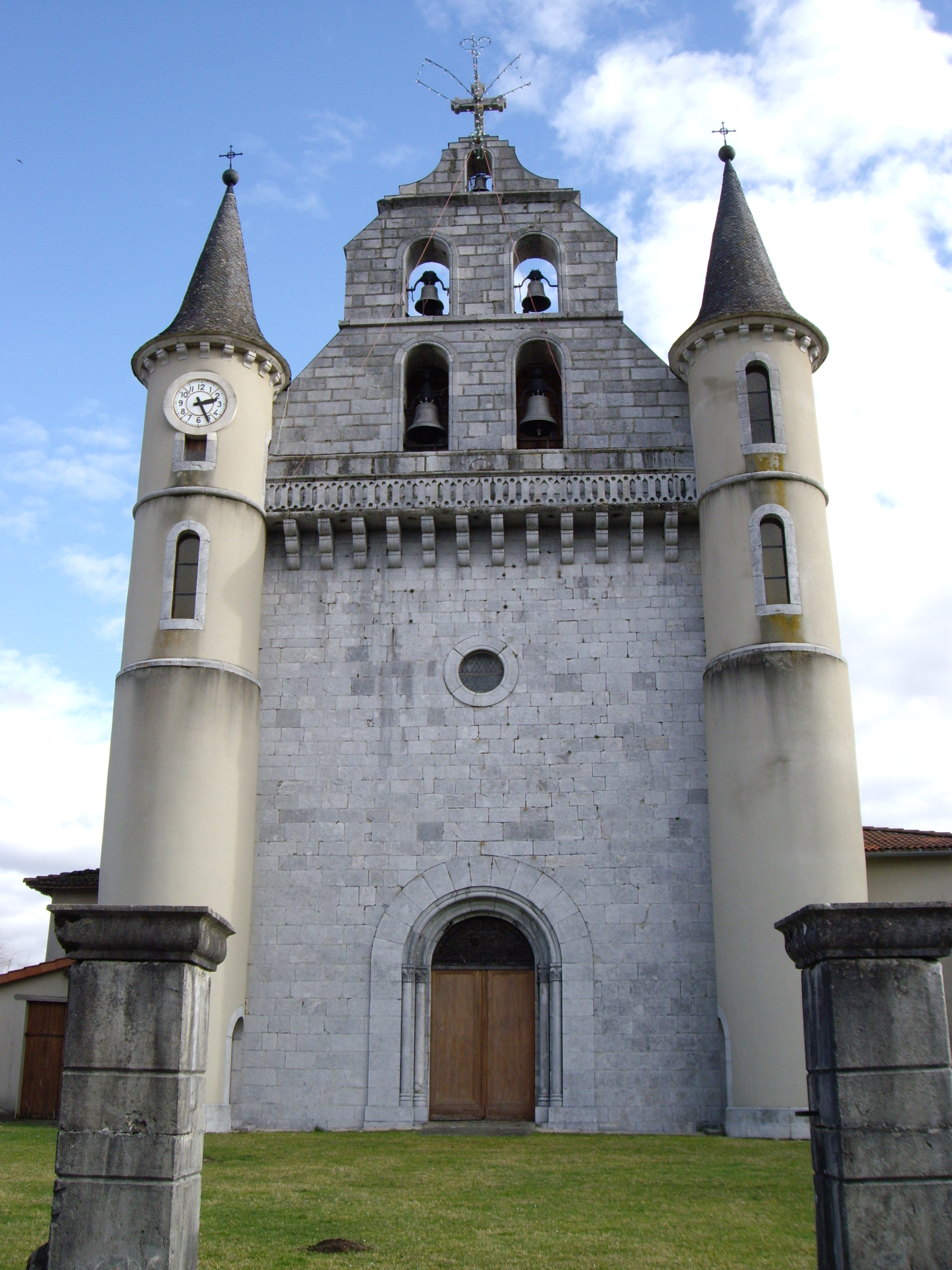
Église Sainte-Madeleine de Prat.
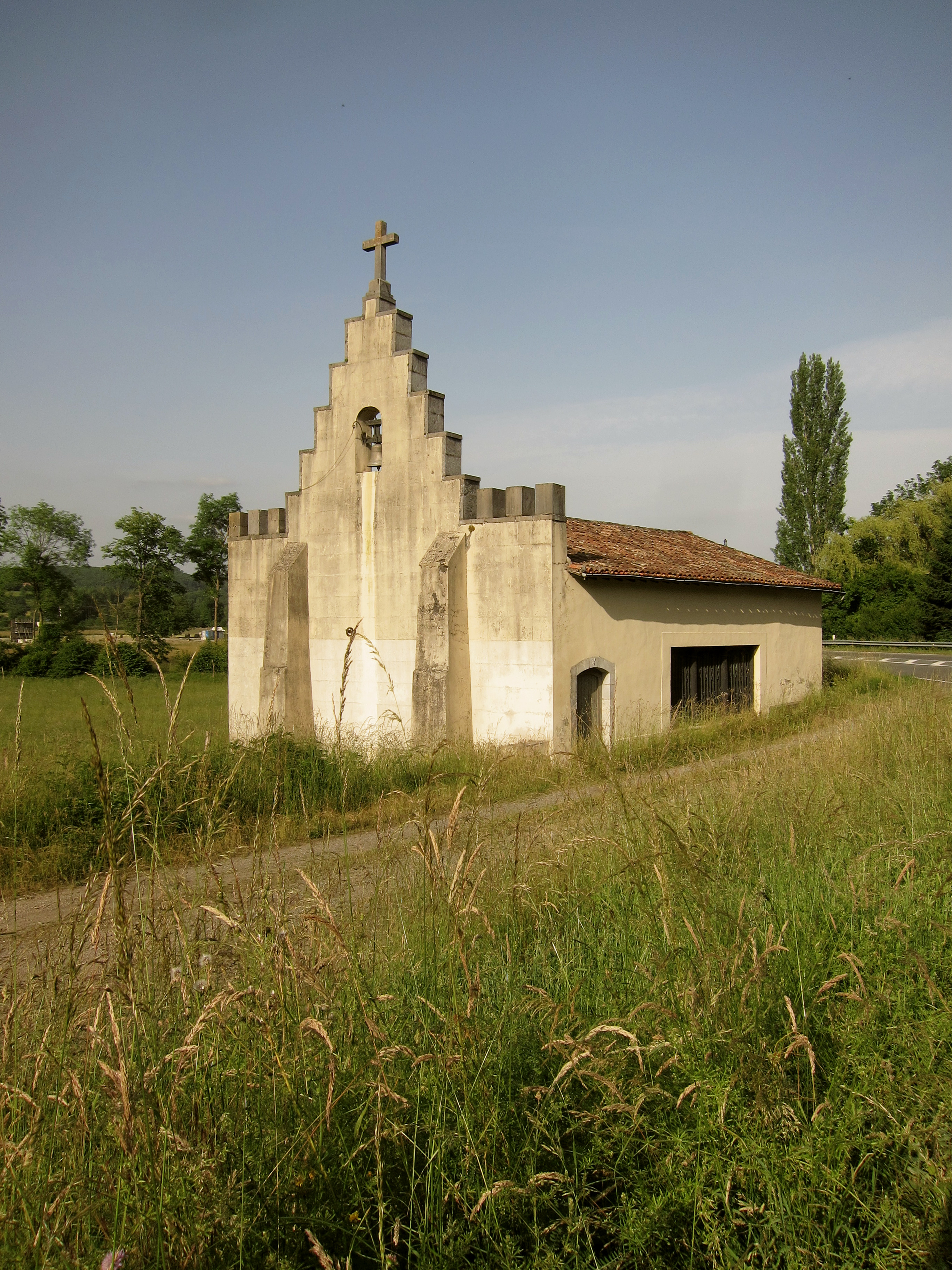
Chapelle Saint-Maur de Prat-Bonrepaux.
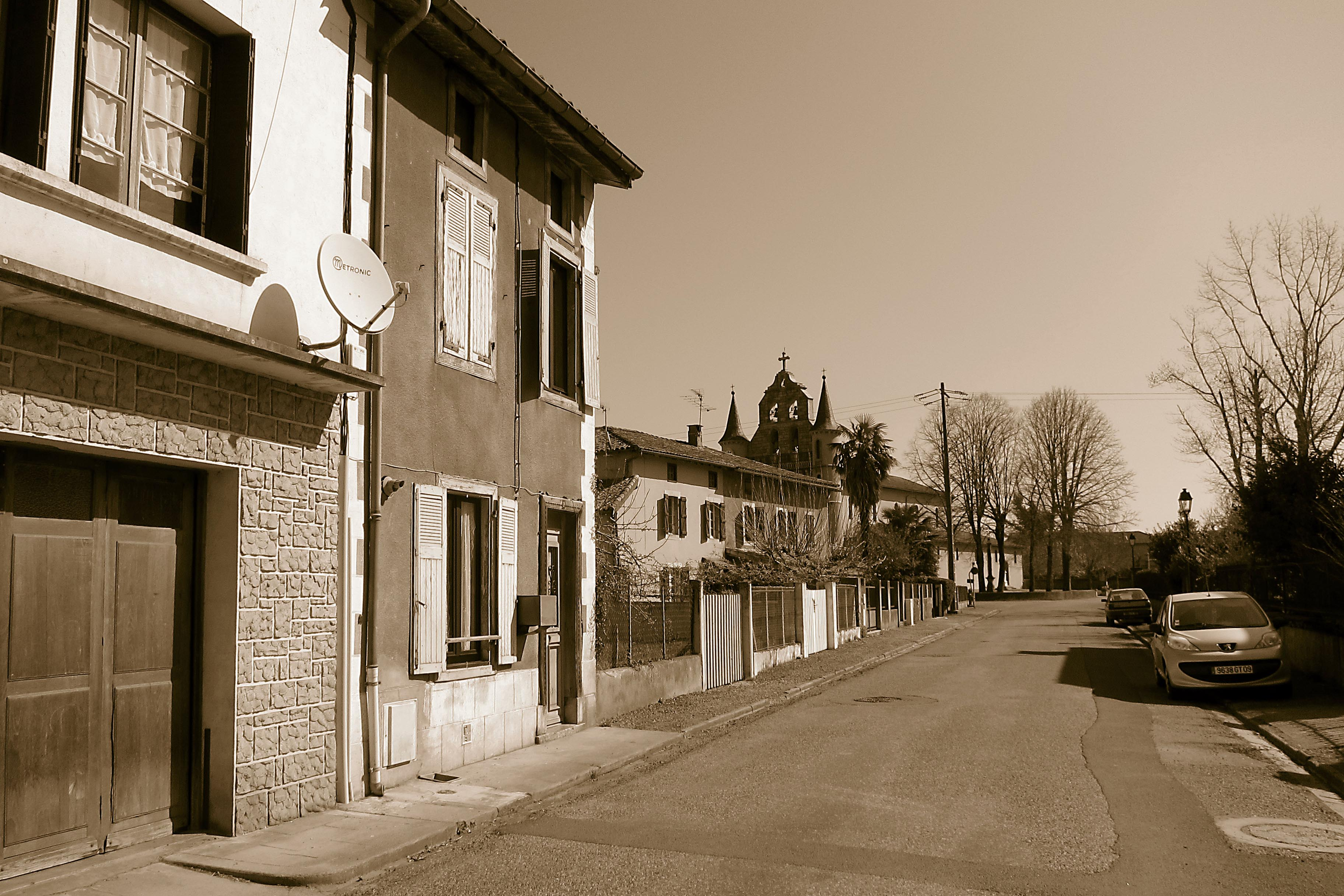
Rue Souvielle.
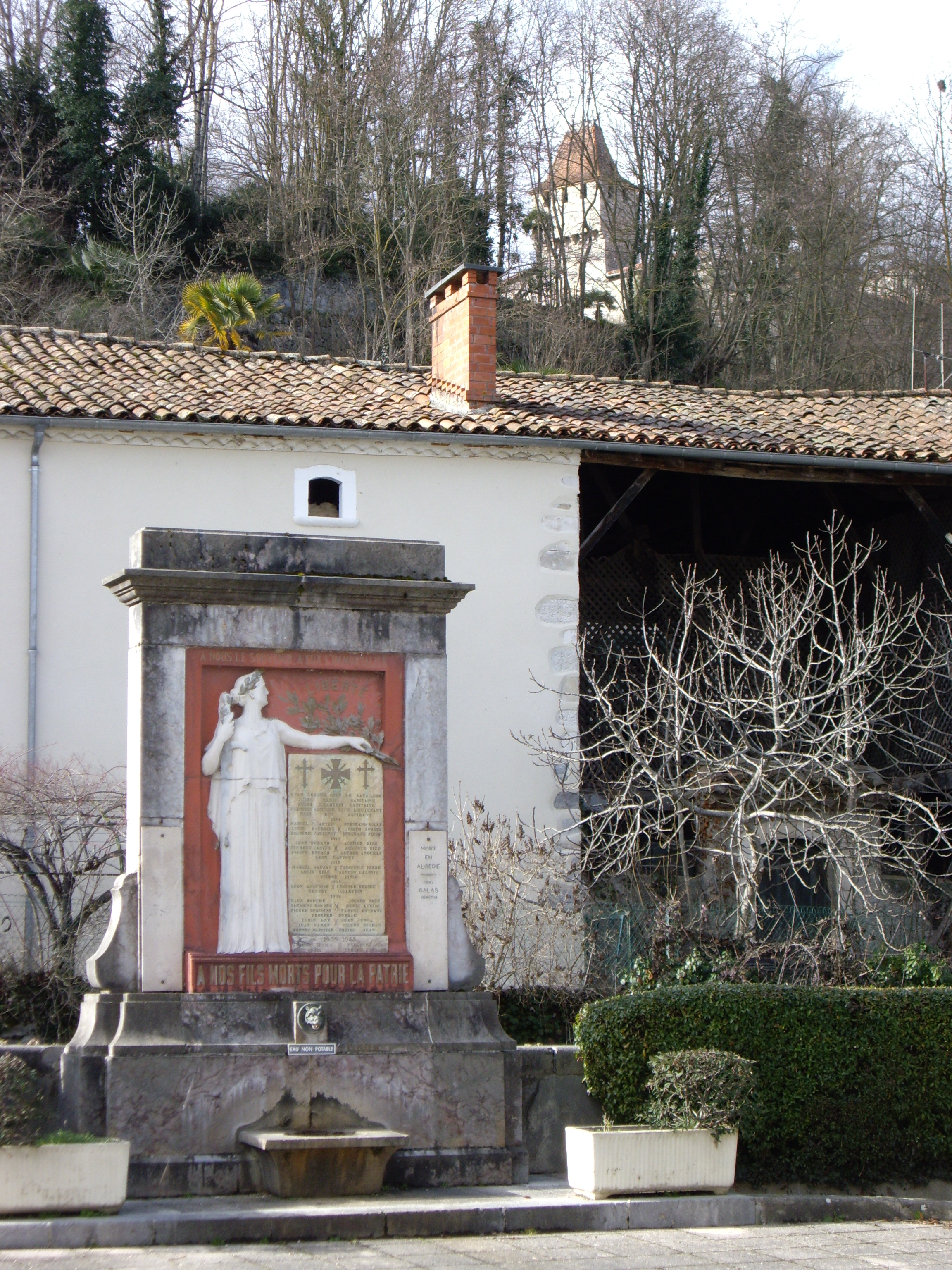
Monument aux morts dû à Louis Maubert.
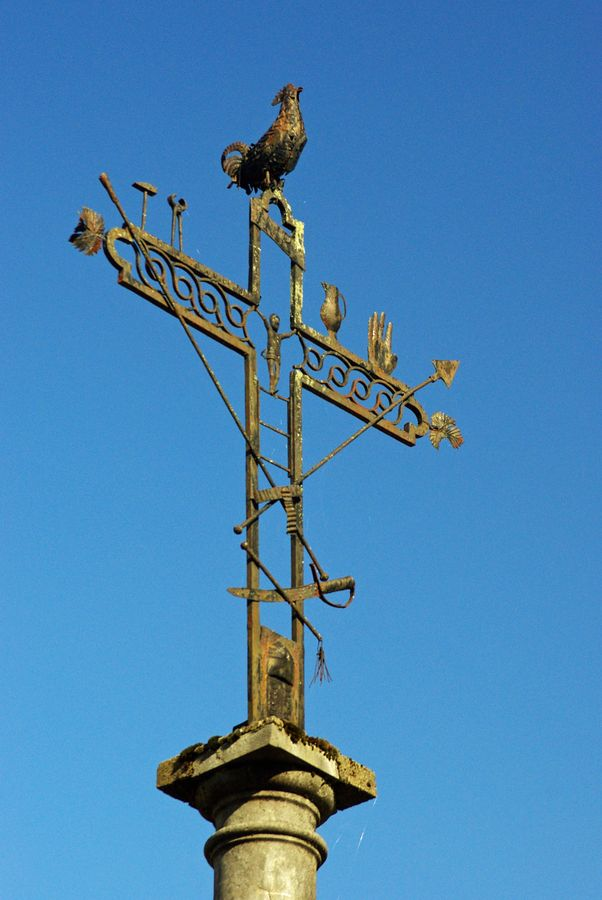
Croix de Prat.

### Personnalités liées à la commune

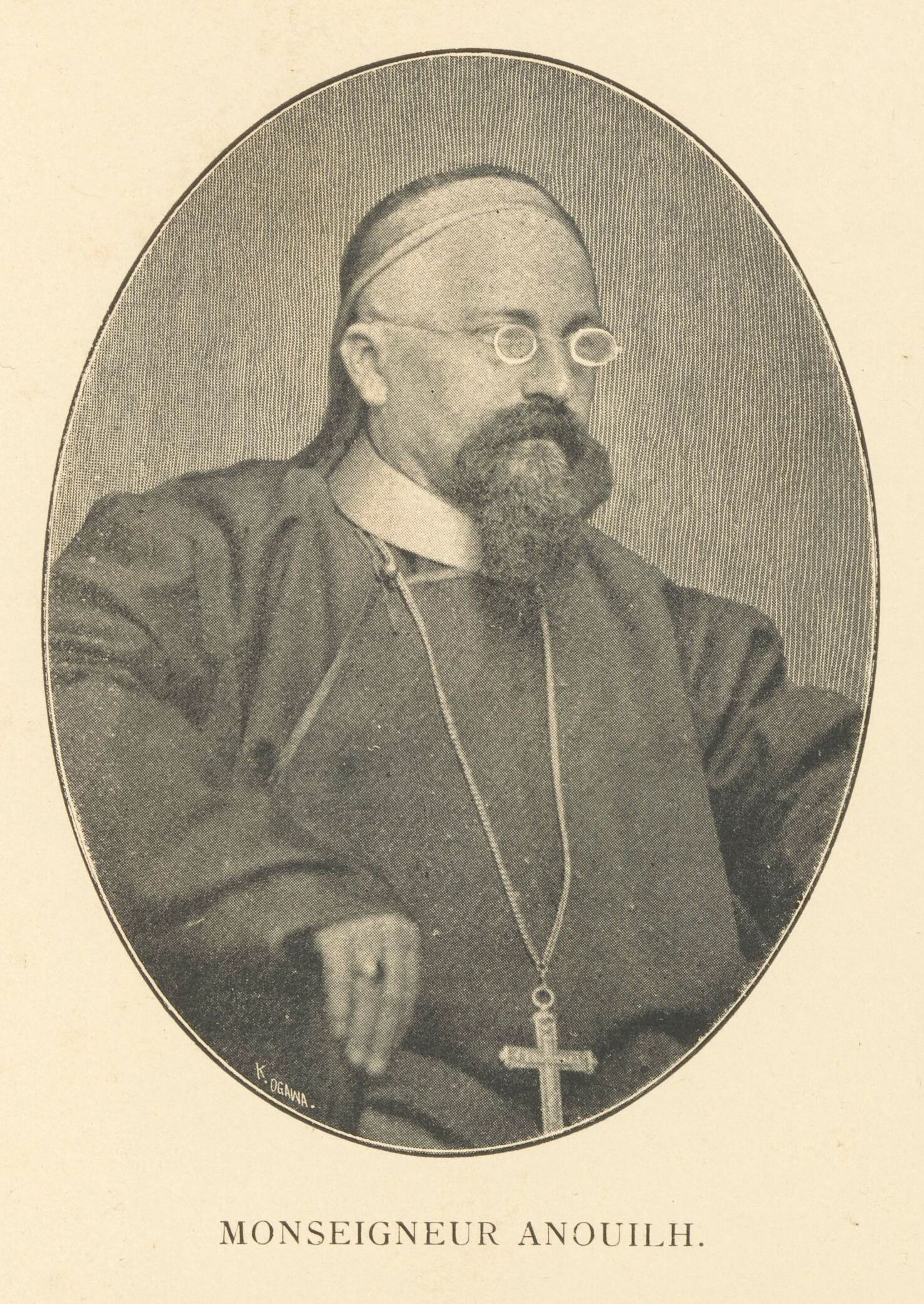
Jean-Baptiste Anouilh.

- Amédée de Nouailhan (1802-1880), conseiller général du canton de Saint-Lizier, député de l'Ariège, mort au château.
- Jean-Baptiste Anouilh (en) (1819–1869), prélat catholique qui fut notamment coadjuteur vicaire apostolique du diocèse de Zhengding dans la province ecclésiastique de Pékin (1848–1858).
- Vincent Dargein, (né le 10 Janvier 1863 sur la commune, mort le 29 Novembre 1917 à Pierry, Marne), escrimeur sélectionné pour les Jeux Olympiques de 1900 à Paris au sabre[68].
- Jean-Pierre Dedieu, historien né sur la commune en 1948.
- Simon de la Bretèche (1982-2022) et Baptiste Vignes (1985-2022), champions d'Europe et du monde par équipe de voltige aérienne, meurent sur la commune le 12 avril 2022 dans le crash de leur avion Aura Aero Integral R.

### Héraldique
| Blason de Prat-Bonrepaux | Blason  | Tiercé en pairle renversé: au 1) d'azur à une église (du lieu?) d'argent, au 2) d'or à la tierce ondée et alésée en fasce de sable, soutenus de trois poissons d'argent*, nadeant l'un au-dessus de l'autre, au 3) parti : au 3a) d'or à un épi de blé et à une faux sur lui brochant en bande, les deux d'argent*, au 3b) d'azur à une tour carrée (du lieu?) d'argent essorée de sable. |
| Blason de Prat-Bonrepaux | Détails | * Il y a là non-respect de la règle de contrariété des couleurs : ces armes sont fautives (argent sur or ). Le statut officiel du blason reste à déterminer. |

## Pour approfondir